# Anastatus
Anastatus är ett släkte av steklar som beskrevs av Victor Ivanovitsch Motschulsky 1859. Anastatus ingår i familjen hoppglanssteklar.

## Dottertaxa tillAnastatus, i alfabetisk ordning[1][2]
- Anastatus acherontiae
- Anastatus adamsi
- Anastatus aereicorpus
- Anastatus alboclavus
- Anastatus ali
- Anastatus aliberti
- Anastatus amarus
- Anastatus angustifrons
- Anastatus apantelesi
- Anastatus apterus
- Anastatus aristoteleus
- Anastatus atriflagellum
- Anastatus auriceps
- Anastatus aurifrons
- Anastatus bangalorensis
- Anastatus basalis
- Anastatus bekiliensis
- Anastatus bifasciatus
- Anastatus biproruli
- Anastatus blattidifurax
- Anastatus bombax
- Anastatus borsanii
- Anastatus bostrychidi
- Anastatus brevicaudus
- Anastatus brevipennis
- Anastatus capensis
- Anastatus catalonicus
- Anastatus charitos
- Anastatus colemani
- Anastatus coreophagus
- Anastatus crassicornis
- Anastatus crassipes
- Anastatus crosi
- Anastatus darwini
- Anastatus dendrolimus
- Anastatus dentatus
- Anastatus dexingensis
- Anastatus dipterae
- Anastatus diversus
- Anastatus dives
- Anastatus dlabolai
- Anastatus dodone
- Anastatus drassi
- Anastatus excavatus
- Anastatus extraordinarius
- Anastatus ferrierei
- Anastatus flavipes
- Anastatus flavithorax
- Anastatus floridanus
- Anastatus formosanus
- Anastatus fuligispina
- Anastatus fulloi
- Anastatus furnissi
- Anastatus gastropachae
- Anastatus gemmarii
- Anastatus gibboni
- Anastatus giottini
- Anastatus giraudi
- Anastatus goethei
- Anastatus gratidiae
- Anastatus hemipterae
- Anastatus hemipterus
- Anastatus hirtus
- Anastatus huangi
- Anastatus interruptus
- Anastatus japonicus
- Anastatus kashmirensis
- Anastatus koebelei
- Anastatus leithi
- Anastatus lichtensteini
- Anastatus longipalpus
- Anastatus lutheri
- Anastatus maculosus
- Anastatus madagascariensis
- Anastatus magnoculus
- Anastatus mancus
- Anastatus mantis
- Anastatus mantoidae
- Anastatus maximus
- Anastatus microcentri
- Anastatus mirabilis
- Anastatus nasonini
- Anastatus oscari
- Anastatus osmyli
- Anastatus ovicida
- Anastatus pasteuri
- Anastatus pearsalli
- Anastatus pentatomidivorus
- Anastatus phonoctoni
- Anastatus pipunculi
- Anastatus platycleidis
- Anastatus poggioni
- Anastatus pseudocreobotrae
- Anastatus pulchripennis
- Anastatus punctiventris
- Anastatus racinei
- Anastatus ramakrishnai
- Anastatus redini
- Anastatus reduvii
- Anastatus ruficollis
- Anastatus rutilus
- Anastatus rynchitidi
- Anastatus saintpierrei
- Anastatus scutellatus
- Anastatus semiflavidus
- Anastatus semitectus
- Anastatus shichengensis
- Anastatus simplicifrons
- Anastatus sirphidi
- Anastatus splendens
- Anastatus stantoni
- Anastatus temporalis
- Anastatus tennysoni
- Anastatus tenuipes
- Anastatus thoreauini
- Anastatus tricolor
- Anastatus unifasciatus
- Anastatus urichi
- Anastatus viridicaput
- Anastatus viridiceps
- Anastatus vuilleti
- Anastatus yasumatsui
- Anastatus zeli